# 창질경이
창질경이는 꿀풀목 질경이과의 여러해살이풀이다. 유럽 원산으로, 한국에서는 남부의 들이나 길가에 흔히 난다.

## 생태
높이는 30cm 내외이다. 잎은 밑동에서 총생하며 잎자루가 길고, 긴 타원형 또는 피침형, 끝이 날카롭고, 밑이 좁으며, 길이 10-30cm, 가장자리에 톱니가 없고, 6-7개의 세로맥이 있다. 꽃은 흰색, 이삭꽃차례, 꽃줄기의 길이는 50cm 내외이다. 화관은 4갈래, 수술은 4개가 길게 나오며, 꽃받침은 4장, 꽃밥은 자주색, 암술대는 꽃 위로 10cm가량 나온다. 열매는 삭과이며 씨는 2-4개이다.

## 사진

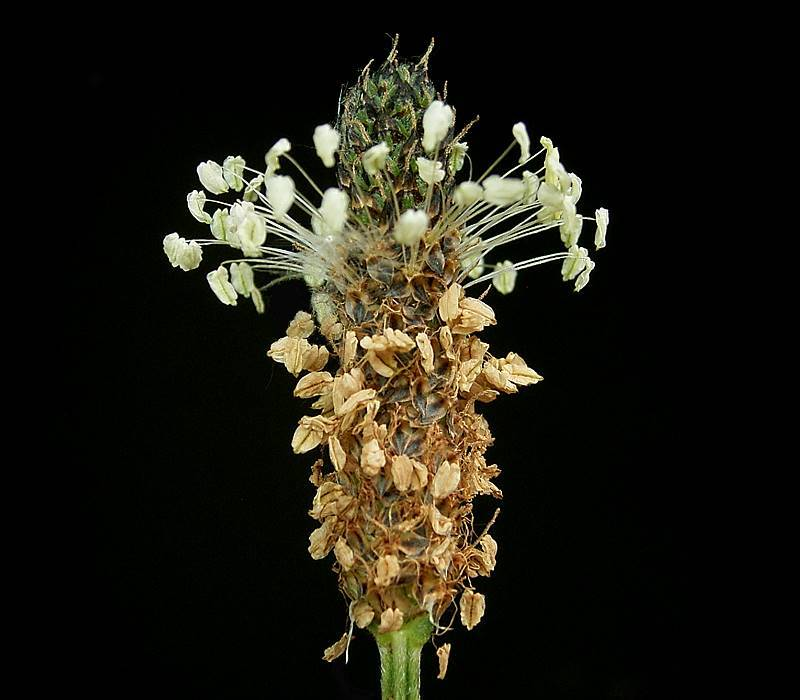
꽃
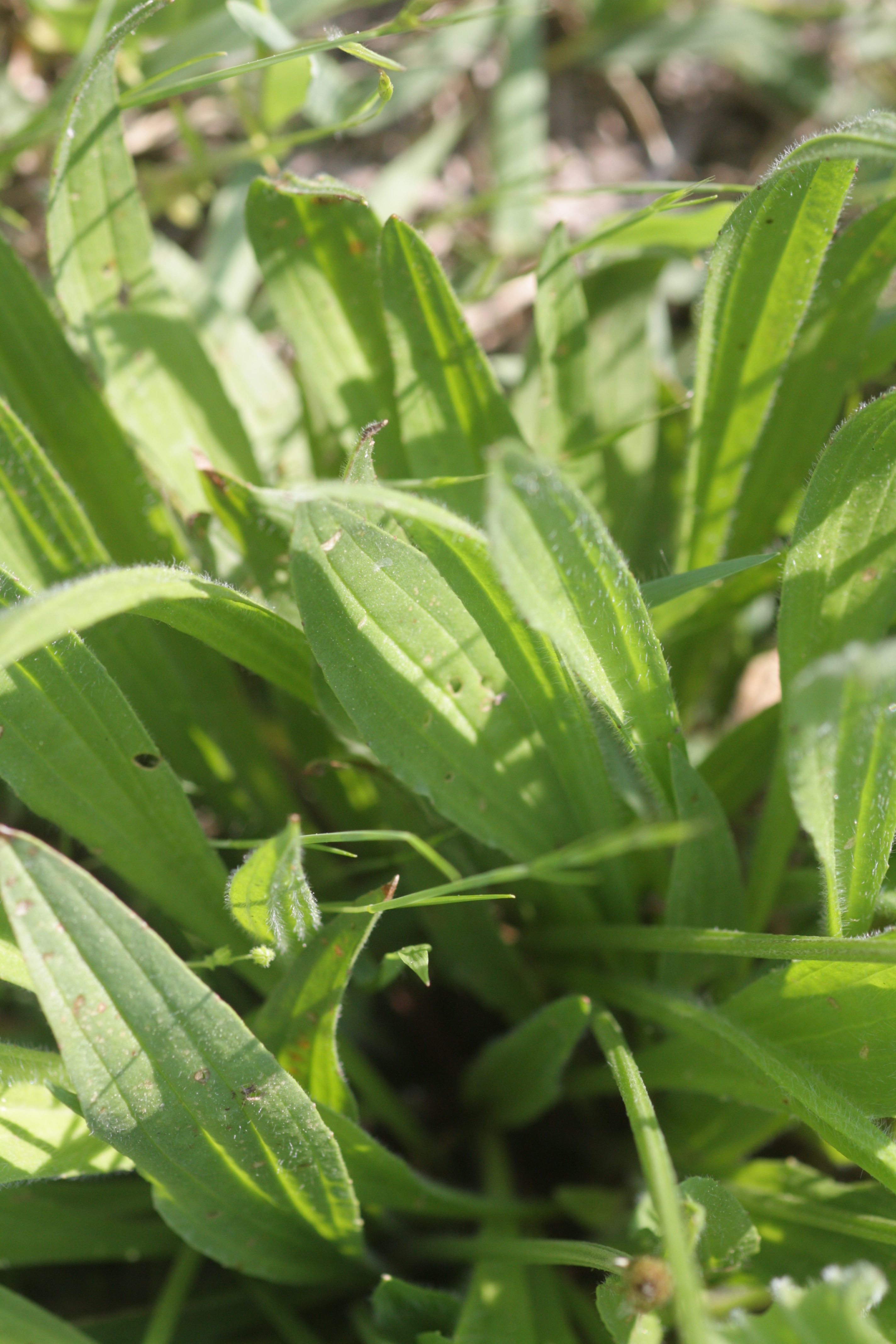
잎
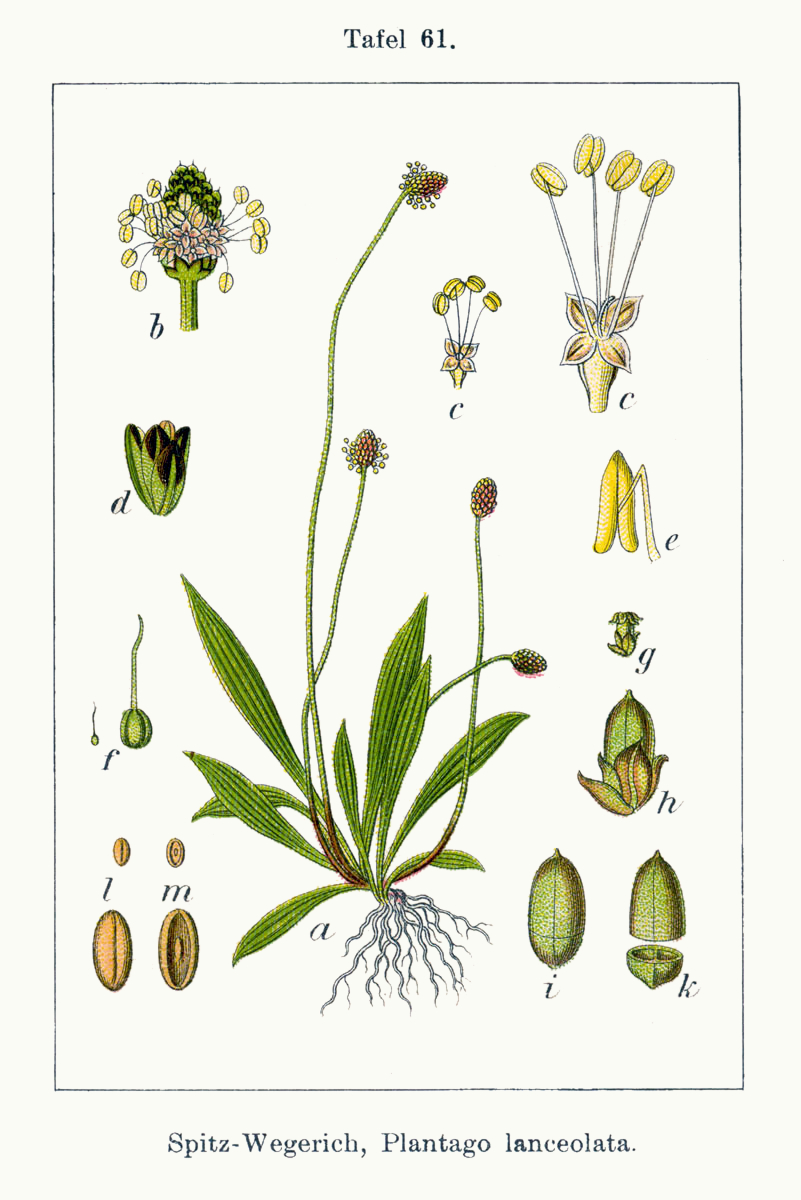
그림

## 참고 문헌
- 이 문서에는 다음커뮤니케이션(현 카카오)에서 GFDL 또는 CC-SA 라이선스로 배포한 글로벌 세계대백과사전의 내용을 기초로 작성된 글이 포함되어 있습니다.